# مسعود غلامعلی‌زاد
مسعود غلامعلی‌زاد (انگلیسی: Masoud Gholamalizad؛ زاده ۶ سپتامبر ۱۹۷۹) یک بازیکن فوتبال اهل ایران است.